# 해골선
해골선(海골船)은 조선 영조 16년에 전운상(田雲祥)이 거북선보다 작고 경쾌한 선박으로 건조한 것이다. 조선 후기의 특수한 중소형 군선으로, 전라우도의 주진에 배치되었다.

## 같이 보기
- 전운상 영정